# Marvel Heroes
Marvel Heroes è un videogioco di genere action RPG sviluppato da Gazillion Entertainment e Secret Identity Studios basato sull'Universo Marvel. È stato pubblicato il 4 giugno 2013 per PC e nel 2017 la versione Omega del gioco per PlayStation 4 e Xbox One.
Il 27 novembre 2017 i server vengono definitivamente spenti in quanto la società aveva finito i soldi per mantenere aperta l'intera azienda di sviluppo.

## Trama
Il Dottor Destino ottiene il cubo cosmico, e lo usa per incenerire l'Osservatore. Dopo aver risposto a un furto a Queens, il giocatore si reca al Raft, dove Madame Hydra e l'HYDRA hanno provocato un'evasione di massa, liberando più detenuti superpotenti. Il giocatore riesce a riattivare il sistema di sicurezza, bloccare i blocchi delle celle e ricatturare Green Goblin e Laser Vivente; Tuttavia, molti nemici fuggono. Dopo l'evasione, Madame Hydra si incontra con il sovrano di Latveria, dichiarandolo un successo. Il monarca dà a Madame Hydra un chip con la capacità di sfruttare un difetto nel sistema di sicurezza di Tony Stark. Dopo l'evasione, Daredevil riesce a catturare Rhino a Hell's Kitchen, mentre il giocatore cattura Shocker in una metropolitana abbandonata. Il Dottor Octopus cerca di rubare il Tablet della vita e del tempo dal nightclub di Blood Rose, ma viene fermato e ricatturato dal giocatore. Gli eroi acquisiscono temporaneamente la tavoletta; tuttavia, Hood si presenta attraverso un portale e lo ruba. Il giocatore poi si reca in Industry City, combattendo le forze sia dalla Advanced Mechanics di Idea che dalla Maggia di Kingpin mentre caccia Hood. Alla fine, Hood è sconfitto e preso in custodia, solo per rivelare che ha già venduto il Tablet alla Mano.
Gli eroi viaggiano a Madripoor, la base delle operazioni della Mano e presto scoprono che anche l'HYDRA si sta preparando per attaccarla nel tentativo di prendere il Tablet per se stessi. Gli eroi sottomettono Madame Viper, eliminando l'invasione dell'HYDRA e poi sconfiggono il leader della mano, Gorgon e il suo assassino, Elektra, recuperando la tavoletta. Tuttavia, al ritorno a New York, Kingpin utilizza le sue connessioni legali per costringere gli eroi a restituirgli il Tablet. Sapendo che il Tablet è troppo potente per essere lasciato nelle mani di Kingpin, gli eroi lavorano per esporre il suo coinvolgimento nel traffico illegale di Mutant Growth Hormone nella città. Con l'aiuto del detective Jean DeWolff, gli eroi espongono il Kingpin e lo sconfiggono, assicurandosi finalmente il Tablet. Tuttavia, poco dopo, tal manufatto viene nuovamente rubato da un ladro professionista : Spettro, che lo consegna al Dottor Destino.
Gli eroi sono poi convocati nella X-Mansion dal professor Charles Xavier, che spiega che i terroristi anti-mutanti chiamati Purificatori hanno lanciato un attacco genocida alla città mutante. Gli eroi corrono a Mutant Town per fermare le uccisioni, combattendo non solo i purificatori, ma anche i Reavers, un gruppo di mercenari psicotici di cyborg guidati da Lady Deathstrike, che si è alleata con i purificatori contro il mutante Wolverine. Gli eroi combattono i purificatori alla loro base in un campo di lavoro abbandonato, dove scoprono che i purificatori hanno sfruttato l'odio di Juggernaut per Xavier così da fargli difendere la propria base. Gli eroi sottomettono Juggernaut e costringono i purificatori a ritirarsi dalla città mutante. Al ritorno alla X-Mansion, vengono contattati da Nick Fury, che rivela che il leader del purificatore, il reverendo William Stryker, è in collusione con AIM per creare una superarma anti-mutante. Gli eroi corrono alla base principale del purificatore, Fort Stryker, per distruggere la superarma e catturare Stryker. Tuttavia, quando arrivano, trovano che Stryker è già stato attaccato da Magneto e dalla sua Confraternita dei Mutanti Malvagi in rappresaglia per il loro attacco alla città mutante. Magneto minaccia di uccidere Stryker, ma gli eroi si oppongono e lo sconfiggono. Mentre Stryker viene arrestato, gli eroi scoprono di aver venduto genomi dai mutanti che le sue forze hanno catturato al signor Sinister per uno scopo sconosciuto. Gli eroi seguono Sinister alla Terra Selvaggia, che è stata attaccata non solo dall'esercito Mutister di Sinister, ma anche da tribali ostili sotto il controllo del mutante Sauron e di una forza di invasione di Brood. Gli eroi sconfiggono Sinister, ma riesce a scappare e consegnare un clone di Lucas Bishop a Doctor Doom.
Gli eroi sono poi chiamati sull'Helicarrier, dove Nick Fury li porta a fronteggiare le minacce di AIM e HYDRA. Dopo aver sconfitto sia il MODOK che il Mandarino, il Dottor Destino ruba uno degli anelli del Mandarino e rivela il suo piano principale. Era lui che aveva originariamente orchestrato l'attacco dell'HYDRA sul Raft che ha portato all'evasione dei super-criminali, oltre a commissionare a Mr Sinister di raccogliere il DNA mutante attraverso i purificatori per creare un clone di Bishop. Lo scopo del clone è quello di creare un condotto con cui Destino potrà controllare il cubo cosmico, mentre il super-criminale è stato destinato a mantenere gli eroi occupati mentre finalizza il suo piano.
Diversi supercriminali cercano di impedire agli eroi di interferire con l'uso del Dottor Doom del Cubo Cosmico senza però riuscirci e gli eroi riescono a impedire a Doom di guadagnare l'onnipotenza. Dopo aver arrestato Doctor Doom, i giocatori possono attraversare il ponte di Bifrost ad Asgard, dove Loki ha convocato orde di Dark Elves, giganti di ghiaccio e altri mostri nel tentativo di spodestare Odino dal trono di Asgard. Gli eroi sconfiggono i cloni di Loki prima di affrontare lui stesso nella stanza del trono di Odino dove egli rivela di aver rubato il potere del cubo cosmico a Destino. Alla fine, gli eroi lo sconfiggono. Prima che il giudizio possa essere trasmesso a Loki, gli eroi scoprono che il dio oscuro Surtur ha rifinito la Spada di Twilight. Surtur intende usare il caos causato da Loki per lanciare la propria invasione di Asgard. Gli eroi sconfiggono Surtur e i suoi servi nella sua dimensione domestica di Muspelheim. Odino, una volta risvegliatosi, si infuria Loki per i suoi crimini. Loki sostiene che voleva semplicemente essere riconosciuto come un eroe. Come punizione, Odino decide di intrappolare Loki in un ciclo di tempo senza fine che copre gli eventi del gioco, dandogli la possibilità di diventarlo.
Poco dopo aver sconfitto Surtur, il Professor X è scompare improvvisamente. Mentre indagando sulla sua scomparsa, gli eroi scoprono che Teschio Rosso si è unito con Onslaught, diventando Red Onslaught. Onslaught ha lanciato una campagna genocida contro la nazione mutante sovrana di Genosha. Per combattere Red Onslaught, gli eroi sono costretti a ricorrere all'aiuto di supervillains attraverso il programma Thunderbolts, tra cui Magneto e Green Goblin. Gli eroi e super-cattivi sono in grado di sconfiggere l'assalto rosso e salvare Genosha, dopo di che Teschio Rosso viene imprigionato e Onslaught distrutto.
Qualche tempo dopo, dopo aver sconfitto l'invasione di Ultron a Manhattan, gli eroi si confrontano con il dottor Destino che gli spiega che era stato catturato da Thanos dopo la sua sconfitta iniziale. Poi rivela che gli Skrull stanno progettando una grande invasione della Terra. Gli eroi sono convocati da Nick Fury all'Helicarrier, solo per scoprire che tutta la base è stata infiltrata da Skrull. Dopo aver sconfitto gli Skrull, gli eroi si incontrano con S.W.O.R.D., che li accompagnano alla base reale di Nick Fury in un capanno degli attrezzi abbandonato a Madripoor. Da lì, gli eroi combattono l'attività di Skrull in tutto il mondo fino a scoprire che il leader dell'invasione, Kl'rt the Super-Skrull, ha stabilito la sua base primaria nella Hightown di Madripoor. Gli eroi si confrontano con Super-Skrull e lo sconfiggono. Quando viene preso in custodia, la sua nave riesce a scappare. Allora Super-Skrull esclama che gli eroi dovrebbero essere grati per il suo carico. Certo, le navi si scopre che trasportavano una gemma dell'infinito, catturando l'attenzione di Thanos.

## Modalità di gioco
Il gioco è un ARPG (gioco di ruolo d'azione). Marvel Heroes è un free-to-play con delle micro-transazioni utilizzate per finanziare e sostenere il gioco. I giocatori possono sbloccare la maggior parte delle cose che possono essere acquistate tramite denaro reale con valute guadagnate nel gioco.
A mano a mano che i personaggi acquisiscono livelli, ottengono un incremento statistico passivo per le statistiche che aiutano quel carattere particolare e guadagnano punti di potere, permettendo al giocatore di definire ulteriormente le abilità di quel carattere. Ogni personaggio ha tre alberi energetici in cui possono spendere punti. Ognuno degli alberi si concentra generalmente su un certo stile meccanico o di gioco, come gli alberi Assault (mischia), Firepower (gun) e Demolition (esplosivi) per Punisher, o l'arco (ranged), Fighting (mischia) e Trick Frecce (alberi speciali) per Occhio di Falco. Più è alto il livello di un personaggio, più sono le abilità a cui egli ha accesso per spendere punti ed è in grado di mettere più punti nelle abilità esistenti. Ogni abilità ha un livello di protezione, per cui più punti non possono essere messi in campo finché non viene raggiunto un certo livello. Ogni abilità ha un massimo di 20 punti di potenza e un massimo di 50 punti può essere raggiunto dai bonus degli attrezzi. Attualmente, il gioco ha un livello massimo di 60 per eroe.
Diversi aggiornamenti dal lancio hanno riequilibrato molti dei sistemi del gioco. La modalità Storia può ora essere giocata con qualsiasi eroe a qualsiasi livello e le statistiche difensive sono state consolidate e semplificate. I giocatori possono ottenere qualsiasi carattere giocabile utilizzando il sistema 'Eternity Splinter'. Queste gocce temporizzate possono essere utilizzate come valuta con Adam Warlock in modo che i giocatori possano ottenere gli eroi che vogliono giocare (più veloce del precedente sistema di drop di eroe casuale) e senza spendere soldi. Inoltre, le schegge possono essere utilizzate per ottenere un oggetto cosmico casuale, per aggiornare l'abilità Ultimate del personaggio o per acquistare un compagno Team-Up.
La nuova versione Marvel Heroes 2015 del gioco è anche il primo ARPG a presentare un raid. Negli incontri di raid, 10 giocatori raggruppati attaccano una serie di boss unici. Ogni incontro presenta un timer e un limite di morti. Le attuali incursioni permettono ai giocatori di occuparsi di Surtur e dei suoi seguaci a Múspellsheimr, e anche di Red Onslaught a Genosha.
Ogni posizione nel gioco è composta di più "istanze" in qualsiasi momento. Ciò consente al gioco di eseguire su un enorme server virtuale, piuttosto che il gioco diviso in diversi server. Molte missioni avvengono in casi più piccoli. Queste istanze vengono ripristinate se il giocatore lascia e ritorna.

## Ambientazioni
Il gioco si svolge in diverse località del mondo Marvel, tra cui il Raft, Hell's Kitchen, Madripoor, la Terra Selvaggia, Distretto X, Latveria e Asgard. Ulteriori posizioni saranno aggiunte negli aggiornamenti futuri. La Stark Tower, la X-Mansion, il Helicarrier e il Palazzo di Odino sono i principali hub del gioco. Sono inoltre disponibili ulteriori luoghi con missioni, note come One-Shots. Include le miniere di Vibranio in cui i giocatori devono combattere l'Uomo Scimmia in Wakanda, lo Zoo del Bronx dove i giocatori combattono Kraven il cacciatore, Lizard e Mister Hyde e March to Axis dove i giocatori combattono Teschio Rosso e l'HYDRA.

## Personaggi utilizzabili
- Angela
- Ant-Man
- Bestia
- Blade
- Bucky Barnes
- Cable
- Capitan America
- Carnage
- Ciclope
- Colosso
- Cosa
- Daredevil
- Deadpool
- Doctor Strange
- Donna invisibile
- Dottor Destino
- Elektra
- Emma Frost
- Freccia Nera
- Gambit
- Gatta Nera
- Ghost Rider
- Goblin
- Hulk
- Iron Fist
- Iron Man
- Jean Grey
- Juggernaut
- Kitty Pryde
- Loki
- Luke Cage
- Magik
- Magneto
- Moon Knight
- Mister Fantastic
- Ms. Marvel
- Nick Fury
- Nightcrawler
- Nova
- Occhio di Falco
- Pantera Nera
- Psylocke
- Punisher
- Rocket Raccoon
- Rogue
- Scarlet
- She-Hulk
- Silver Surfer
- Spider-Man
- Squirrel Girl
- Star-Lord
- Taskmaster
- Tempesta
- Thor
- Torcia Umana
- Ultron
- Uomo Ghiaccio
- Vedova Nera
- Venom
- Visione
- War Machine
- Wolverine
- X-23